# Tzu-Chi-Universität
Die Tzu-Chi-Universität (chinesisch 慈濟大學) ist eine Privatuniversität in buddhistischer Trägerschaft in der Stadt Hualien in der Republik China (Taiwan).

## Gründung

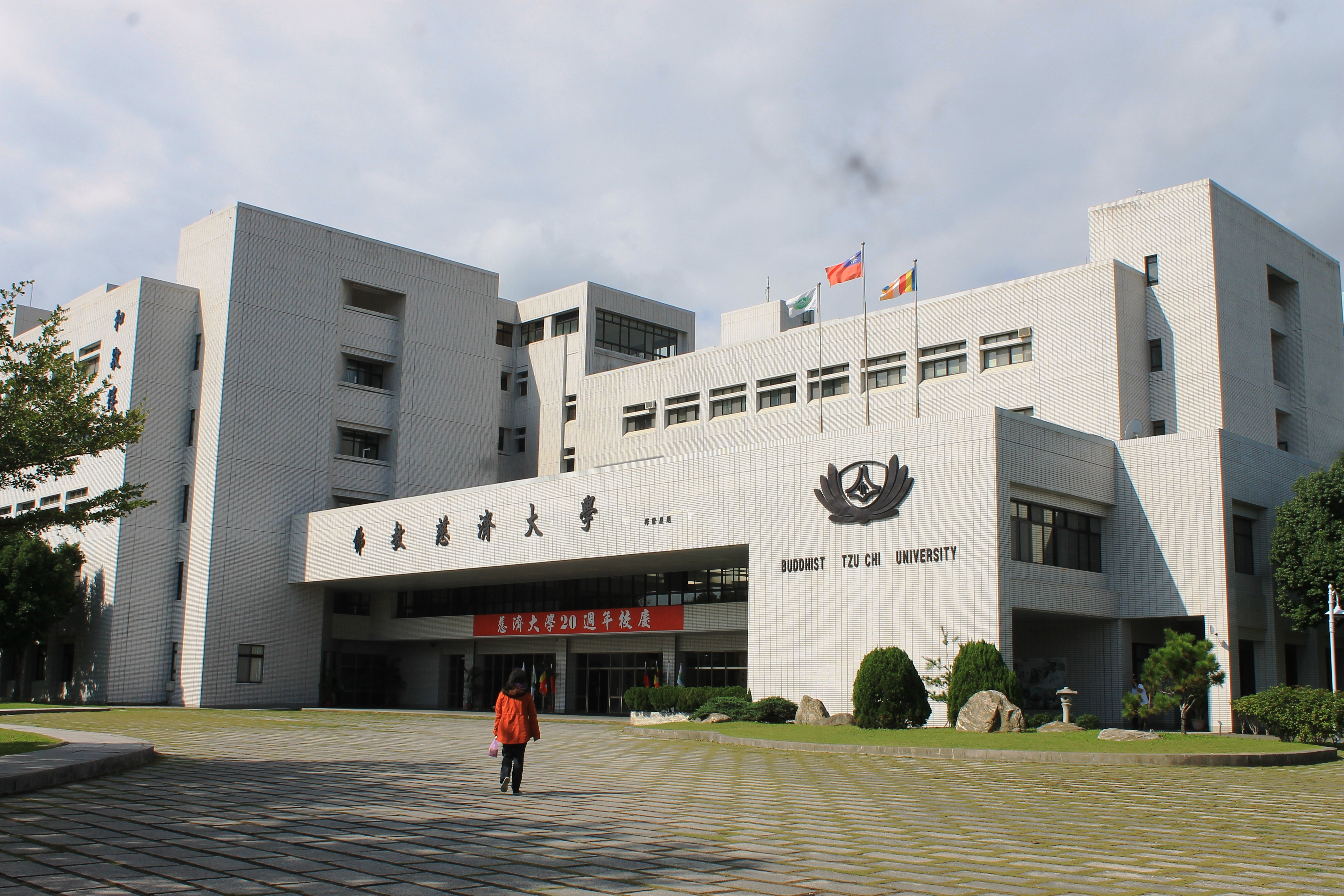
Haupteingang der Universität

Die Universität wurde 1994 als Tzu-Chi-Medizinhochschule von Cheng Yen, der Gründerin der Tzu-Chi-Stiftung, gegründet. Im Jahr 2000 wurde die Einrichtung in „Tzu-Chi-Universität“ umbenannt.
Cheng Yen widmet ihr Leben den Bedürftigen, denn sie versteht Krankheit als die Wurzel der Qual und die Mutter der Armut. Daher begründete sie den Bau eines Krankenhauses, das heute der Medizinischen Fakultät angeschlossen ist.
Die Universität wurde im Osten Taiwans erbaut um die medizinische Versorgung und die Bildungsmöglichkeiten in der Region zu erhöhen. Außerdem will die Universität Studenten dazu anregen, sich zu engagieren und anderen zu helfen.

## Fakultäten

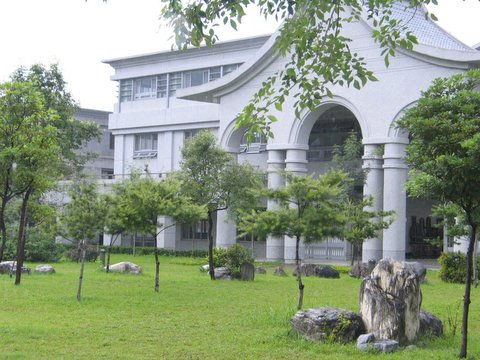
Universitätsgebäude

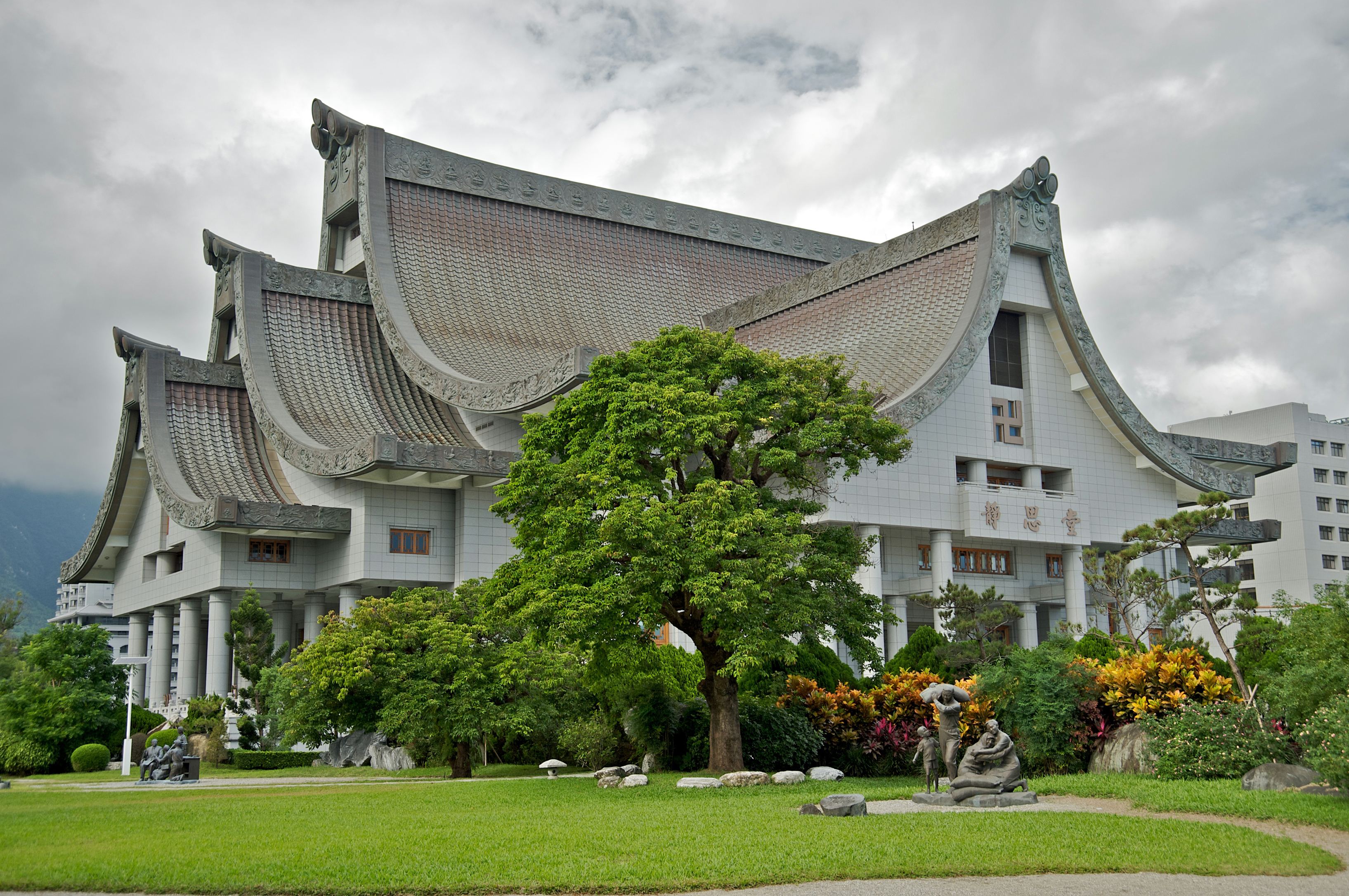
Meditationshalle

- Biowissenschaften
- Medizin
- Sozialwissenschaften
- Wirtschaftswissenschaften

## Medizinische Lehre
Die freiwilligen Körperspender, die in den Anatomiekursen von den Medizinstudenten seziert werden, werden an der Tzu-Chi-Universität „stille Mentoren“ genannt. Die Universität legt großen Wert auf einen respektvollen Umgang mit den Verstorbenen, die nicht anonym bleiben, sondern deren Biografie den Studenten vermittelt wird. Die Studenten haben sogar die Möglichkeit mit den Angehörigen der Verstorbenen in Kontakt zu treten.